# Tournoi de clôture du championnat du Mexique de football 2005
Navigation
Saison précédente Saison suivante
Le Tournoi Clausura 2005 est le dix-huitième tournoi saisonnier disputé au Mexique.
C'est cependant la 73e fois que le titre de champion du Mexique est remis en jeu.
Lors de ce tournoi, le Pumas UNAM a tenté de conserver son titre de champion du Mexique face aux dix-sept meilleurs clubs mexicains.
Chacun des dix-huit clubs participant au championnat était confronté une fois aux dix-sept autres. Puis les meilleurs se sont affrontés lors d'une phase finale à la fin de la saison.
Seulement une place était qualificatives pour la Coupe des champions de la CONCACAF également qualificative pour la Copa Sudamericana et huit pour l'InterLiga (en).

## Les 18 clubs participants
| \| Mexico: Club América CF Atlante CD Cruz Azul Pumas UNAM Guadalajara: CF Atlas Chivas de Guadalajara Club Necaxa Deportivo Veracruz Guadalajara UAG Tecos CF Monterrey Tigres UANL CF Pachuca CA Monarcas Morelia CF Puebla Deportivo Toluca FC Club Santos Laguna Jaguares de Chiapas I Mexico Dorados de Sinaloa \| Localisation des clubs. |
| Mexico: Club América CF Atlante CD Cruz Azul Pumas UNAM Guadalajara: CF Atlas Chivas de Guadalajara Club Necaxa Deportivo Veracruz Guadalajara UAG Tecos CF Monterrey Tigres UANL CF Pachuca CA Monarcas Morelia CF Puebla Deportivo Toluca FC Club Santos Laguna Jaguares de Chiapas I Mexico Dorados de Sinaloa                               |

| Club                  | Stade                        | Capacité | Ville                    |
| Club América          | Stade Azteca                 | 105 064  | Mexico                   |
| CF Atlante            | Stade Azteca                 | 105 064  | Mexico                   |
| CF Atlas              | Stade Jalisco                | 56 713   | Guadalajara              |
| CD Cruz Azul          | Stade Azul                   | 35 161   | Mexico                   |
| Dorados de Sinaloa    | Stade Carlos González (en)   | 23 000   | Culiacán                 |
| UAG Tecos             | Stade Tres de Marzo          | 22 000   | Zapopan                  |
| Chivas de Guadalajara | Stade Jalisco                | 56 713   | Guadalajara              |
| Jaguares de Chiapas   | Stade Víctor Manuel Reyna    | 25 800   | Tuxtla Gutiérrez         |
| CF Monterrey          | Stade Tecnológico            | 33 485   | Monterrey                |
| CA Monarcas Morelia   | Stade Morelos                | 41 056   | Morelia                  |
| Club Necaxa           | Stade Victoria               | 25 000   | Aguascalientes           |
| CF Pachuca            | Stade Hidalgo                | 27 000   | Pachuca                  |
| CF Puebla             | Stade Cuauhtémoc             | 42 648   | Puebla                   |
| Pumas UNAM            | Stade Olímpico Universitario | 62 214   | Mexico                   |
| Santos Laguna         | Stade Corona                 | 18 000   | Torreón                  |
| Tigres UANL           | Stade Universitario          | 42 000   | San Nicolás de los Garza |
| Club Toluca           | Stade Nemesio Díez           | 27 000   | Toluca                   |
| Deportivo Veracruz    | Stade Luis de la Fuente      | 30 000   | Veracruz                 |

## Compétition
Le Tournoi Clausura s'est déroulé de la même façon que les tournois saisonniers précédents :
- La phase de qualification : dix-sept journées de championnat.
- La phase finale : des confrontations aller-retour allant des quarts de finale à la finale.

### Phase de qualification
Lors de la phase de qualification les dix-huit équipes s'affrontent à une reprise selon un calendrier lié au Tournoi Apertura 2004 (les équipes ayant reçu lors de ce dernier se déplacent et inversement).
Les équipes sont divisées en trois groupes de six, les deux meilleures de chaque groupe sont directement qualifiées pour la phase finale, les deux dernières place reviennent aux équipes les mieux classées au classement général.
Le classement est établi sur le barème de points classique (victoire à 3 points, match nul à 1, défaite à 0).
Le départage final se fait selon les critères suivants :
- Le nombre de points.
- La différence de buts générale.
- La différence de buts particulière.
- Le nombre de buts marqué à l'extérieur.
- Le tirage au sort.

#### Classement général
| Rang | Équipe                 | Pts | J  | G  | N | P  | Bp | Bc | Diff |
| ---- | ---------------------- | --- | -- | -- | - | -- | -- | -- | ---- |
| 1    | CA Monarcas Morelia    | 35  | 17 | 11 | 2 | 4  | 27 | 16 | +11  |
| 2    | CD Cruz Azul           | 31  | 17 | 9  | 4 | 4  | 36 | 19 | +17  |
| 3    | Club América           | 30  | 17 | 7  | 9 | 1  | 38 | 27 | +11  |
| 4    | UAG Tecos              | 29  | 17 | 8  | 5 | 4  | 31 | 21 | +10  |
| 5    | Club Necaxa            | 28  | 17 | 9  | 1 | 7  | 28 | 20 | +8   |
| 6    | Santos Laguna          | 28  | 17 | 9  | 1 | 7  | 31 | 31 | 0    |
| 7    | CF Monterrey           | 27  | 17 | 8  | 3 | 6  | 24 | 25 | -1   |
| 8    | Dorados de Sinaloa (P) | 26  | 17 | 7  | 5 | 5  | 23 | 19 | +4   |
| 9    | Chivas de Guadalajara  | 25  | 17 | 7  | 4 | 6  | 30 | 31 | -1   |
| 10   | Tigres UANL            | 24  | 17 | 6  | 6 | 5  | 25 | 19 | +6   |
| 11   | Club Toluca            | 23  | 17 | 6  | 5 | 6  | 17 | 22 | -5   |
| 12   | Jaguares de Chiapas    | 22  | 17 | 6  | 4 | 7  | 19 | 23 | -4   |
| 13   | CF Atlante             | 20  | 17 | 5  | 5 | 7  | 24 | 21 | +3   |
| 14   | CF Pachuca             | 20  | 17 | 5  | 5 | 7  | 20 | 27 | -7   |
| 15   | CF Puebla              | 16  | 17 | 4  | 4 | 9  | 19 | 29 | -10  |
| 16   | Pumas UNAM (T)         | 14  | 17 | 4  | 2 | 11 | 19 | 28 | -9   |
| 17   | Deportivo Veracruz     | 14  | 17 | 3  | 5 | 9  | 15 | 33 | -18  |
| 18   | CF Atlas               | 11  | 17 | 2  | 5 | 10 | 21 | 35 | -14  |

| Légende : Qualifications et relégations | Légende : Qualifications et relégations                                                |
| --------------------------------------- | -------------------------------------------------------------------------------------- |
|                                         | Coupe des champions 2006 (Quart de finale) Copa Sudamericana 2005 (Huitième de finale) |
|                                         | (T) : Tenant du titre (P) : Promu de la saison 2003-2004                               |

#### Matchs
| Résultats (▼dom., ►ext.)                                   | Amé | Atlt | Atls | Azu | Dor | Chi | Jag | Mon | Mor | Nec | Pac | Pue | Pum | Lag | Tec | Tig | Tol | Ver |
| Club América                                               |     | 1-1  | 5-2  |     |     | 3-3 | 4-1 |     |     | 2-0 |     |     |     | 4-2 | 3-3 | 1-1 | 0-0 |     |
| CF Atlante                                                 |     |      |      | 2-0 | 1-1 | 1-1 | 2-0 |     |     | 2-3 | 1-1 |     |     | 3-0 |     |     |     | 5-1 |
| CF Atlas                                                   |     | 2-2  |      |     | 2-3 | 2-3 | 0-1 |     |     | 2-0 |     |     |     | 1-2 | 1-1 | 1-1 | 0-0 |     |
| CD Cruz Azul                                               | 2-3 |      | 1-2  |     |     |     |     | 6-1 | 1-0 |     | 4-0 | 3-1 | 2-2 |     |     |     |     | 3-0 |
| Dorados de Sinaloa                                         | 0-1 |      |      | 1-1 |     |     |     | 1-0 | 0-1 |     | 3-1 | 0-0 | 2-1 |     | 1-0 |     |     | 2-0 |
| Chivas de Guadalajara                                      |     |      |      | 1-1 | 1-1 |     | 0-2 |     |     | 2-0 | 0-4 |     | 2-1 | 5-1 |     |     |     | 2-0 |
| Jaguares de Chiapas                                        |     |      |      | 1-3 | 2-2 |     |     | 1-1 | 0-2 |     | 0-1 |     | 2-0 | 2-0 | 1-1 |     |     | 4-3 |
| CF Monterrey                                               | 4-2 | 1-0  | 1-0  |     |     | 0-1 |     |     |     | 1-1 |     | 4-1 |     |     | 2-1 | 1-1 | 1-3 |     |
| CA Monarcas Morelia                                        | 1-1 | 2-1  | 4-1  |     |     | 4-2 |     | 1-2 |     |     |     | 3-1 |     |     |     | 2-1 | 1-0 |     |
| Club Necaxa                                                |     |      |      | 0-1 | 4-3 |     | 2-0 |     | 0-1 |     | 5-0 |     | 3-1 | 4-2 | 1-0 |     |     | 4-0 |
| CF Pachuca                                                 | 2-2 |      | 3-1  |     |     |     |     | 2-0 | 0-1 |     |     | 1-1 | 1-3 |     |     | 1-1 | 1-1 |     |
| CF Puebla                                                  | 2-2 | 2-1  | 5-2  |     |     | 4-1 | 1-0 |     |     | 0-1 |     |     |     |     | 0-3 | 0-3 | 0-0 |     |
| Pumas UNAM                                                 | 2-3 | 0-1  | 3-2  |     |     |     |     | 1-2 | 0-2 |     |     | 1-0 |     |     |     | 2-1 | 1-2 |     |
| Santos Laguna                                              |     |      |      | 2-0 | 2-1 |     |     | 3-1 | 3-1 |     | 2-0 | 2-0 | 1-1 |     | 4-2 |     |     | 4-1 |
| UAG Tecos                                                  |     | 3-0  |      | 3-3 |     | 3-2 |     |     | 2-0 |     | 1-0 |     | 1-0 |     |     | 2-0 | 4-2 | 1-1 |
| Tigres UANL                                                |     | 2-1  |      | 0-3 | 1-0 | 2-2 | 0-0 |     |     | 2-0 |     |     |     | 3-1 |     |     | 6-0 |     |
| Club Toluca                                                |     | 1-0  |      | 0-2 | 1-2 | 2-1 | 1-2 |     |     | 1-0 |     |     |     | 2-0 |     |     |     | 1-1 |
| Deportivo Veracruz                                         | 1-1 |      | 0-0  |     |     |     |     | 0-2 | 1-1 |     | 1-2 | 2-1 | 1-0 |     |     | 2-0 |     |     |
| - Victoire à domicile - Match nul - Victoire à l'extérieur |     |      |      |     |     |     |     |     |     |     |     |     |     |     |     |     |     |     |

#### Classements qualificatifs
La qualification pour la "Liguilla" se fait au travers des groupes régionaux. Les deux premiers de chaque groupe sont qualifés directement. Les deux meilleures équipes tous groupes confondus qui ne sont pas déjà qualifiées complètent le tableau.
| Rang | Club                   | Pts | J  | Diff |
| 1    | CA Monarcas Morelia    | 35  | 17 | +11  |
| 2    | Club América           | 30  | 17 | +11  |
| 3    | UAG Tecos              | 29  | 17 | +10  |
| 4    | Dorados de Sinaloa (P) | 26  | 17 | +4   |
| 5    | CF Atlante             | 20  | 17 | +3   |
| 6    | Pumas UNAM (T)         | 14  | 17 | -9   |

| Rang | Club                  | Pts | J  | Diff |
| 1    | CD Cruz Azul          | 31  | 17 | +17  |
| 2    | Tigres UANL           | 24  | 17 | +6   |
| 3    | Chivas de Guadalajara | 25  | 17 | -1   |
| 4    | Club Toluca           | 23  | 17 | -5   |
| 5    | CF Puebla             | 16  | 17 | -10  |
| 6    | CF Atlas              | 11  | 17 | -14  |

| Rang | Club                | Pts | J  | Diff |
| 1    | Club Necaxa         | 28  | 17 | +8   |
| 2    | Santos Laguna       | 28  | 17 | +0   |
| 3    | CF Monterrey        | 27  | 17 | -1   |
| 4    | Jaguares de Chiapas | 22  | 17 | -4   |
| 5    | CF Pachuca          | 20  | 17 | -7   |
| 6    | Deportivo Veracruz  | 14  | 17 | -18  |

#### Classement cumulé
| Rang | Équipe                | Pts | J  | G  | N  | P  | Bp | Bc | Diff |
| ---- | --------------------- | --- | -- | -- | -- | -- | -- | -- | ---- |
| 1    | CA Monarcas Morelia   | 57  | 34 | 17 | 6  | 11 | 56 | 46 | +10  |
| 2    | Club Toluca           | 55  | 34 | 16 | 7  | 11 | 44 | 37 | +7   |
| 3    | Chivas de Guadalajara | 54  | 34 | 15 | 9  | 10 | 64 | 53 | +11  |
| 4    | CF Monterrey          | 54  | 34 | 16 | 6  | 12 | 60 | 59 | +1   |
| 5    | CF Pachuca            | 52  | 34 | 14 | 10 | 10 | 50 | 46 | +4   |
| 6    | Club América          | 50  | 34 | 12 | 14 | 8  | 55 | 50 | +5   |
| 7    | Club Necaxa           | 49  | 34 | 15 | 4  | 15 | 55 | 46 | +9   |
| 8    | Deportivo Veracruz    | 49  | 34 | 14 | 7  | 13 | 42 | 58 | -16  |
| 9    | Tigres UANL           | 47  | 34 | 12 | 11 | 11 | 62 | 46 | +16  |
| 10   | CD Cruz Azul          | 47  | 34 | 13 | 8  | 13 | 66 | 56 | +10  |
| …    |                       |     |    |    |    |    |    |    |      |

| Légende : Qualifications et relégations | Légende : Qualifications et relégations |
| --------------------------------------- | --------------------------------------- |
|                                         | InterLiga 2006 (en)                     |

#### Classement de relégation
Depuis la saison 1991/92, la relégation dans le championnat mexicains se fait selon la règle du pourcentage. Ainsi à la fin de la saison (succession de deux tournois) un classement est établi en divisant le nombre de points acquis par le nombre de matchs joués sur les trois dernières saisons. L'équipe reléguée est bien évidemment la dernière de ce classement.
| Rang | Club                   | Pts Aper 02 | Pts Claus 03 | Pts Aper 03 | Pts Claus 04 | Pts Aper 04 | Pts Claus 05 | Total | Matchs | Moyenne |
| 1    | Club Toluca            | 41          | 33           | 27          | 30           | 32          | 23           | 186   | 110    | 1.6909  |
| 2    | Club América           | 43          | 29           | 28          | 32           | 20          | 30           | 182   | 110    | 1.6545  |
| 3    | Chivas de Guadalajara  | 27          | 31           | 29          | 34           | 29          | 25           | 175   | 110    | 1.5909  |
| 4    | CA Monarcas Morelia    | 32          | 35           | 25          | 22           | 22          | 35           | 171   | 110    | 1.5545  |
| 5    | Pumas UNAM (T)         | 33          | 20           | 38          | 41           | 23          | 14           | 169   | 110    | 1.5363  |
| 6    | Tigres UANL            | 23          | 34           | 38          | 23           | 23          | 24           | 165   | 110    | 1.5000  |
| 7    | CF Atlante             | 25          | 34           | 31          | 27           | 24          | 20           | 161   | 110    | 1.4636  |
| 8    | Santos Laguna          | 26          | 30           | 31          | 21           | 18          | 28           | 154   | 110    | 1.4000  |
| 9    | CF Monterrey           | 22          | 34           | 22          | 18           | 27          | 27           | 150   | 110    | 1.3636  |
| 10   | CF Pachuca             | 15          | 21           | 36          | 26           | 32          | 20           | 150   | 110    | 1.3636  |
| 11   | CD Cruz Azul           | 28          | 24           | 27          | 23           | 16          | 31           | 149   | 110    | 1.3545  |
| 12   | Club Necaxa            | 26          | 23           | 30          | 21           | 21          | 28           | 149   | 110    | 1.3545  |
| 13   | Deportivo Veracruz     | 18          | 32           | 27          | 17           | 35          | 14           | 143   | 110    | 1.3000  |
| 14   | CF Atlas               | 22          | 32           | 19          | 27           | 31          | 11           | 142   | 110    | 1.2909  |
| 15   | Jaguares de Chiapas    | 16          | 19           | 21          | 42           | 18          | 22           | 138   | 110    | 1.2545  |
| 16   | Dorados de Sinaloa (P) | 0           | 0            | 0           | 0            | 16          | 26           | 42    | 34     | 1.2352  |
| 17   | UAG Tecos              | 29          | 7            | 31          | 18           | 16          | 29           | 130   | 110    | 1.1818  |
| 18   | CF Puebla              | 22          | 16           | 20          | 20           | 21          | 16           | 115   | 110    | 1.0454  |

### La "Liguilla"
Les huit équipes qualifiées sont réparties dans le tableau final d'après leur classement général, le premier affrontant le huitième et ainsi de suite, la même opération est effectuée une fois que l'on connait les quatre demi-finalistes pour le tirage de ce deuxième tour. L'équipe la moins bien classée accueille lors du match aller et la meilleure lors du match retour.
En cas d'égalité lors des deux premiers tours, c'est l'équipe la mieux classée qui se qualifie. Par contre lors de la finale, si les deux équipes sont à égalité sur la somme des deux matchs des prolongations puis une séance de tirs au but ont lieu.

#### Tableau
|  |                     |               |                     |               |               |     |   |            |            |              |            |            |   |  |        |        |        |        |        |  |  |
|  | 1/4 de finale       | 1/4 de finale | 1/4 de finale       | 1/4 de finale | 1/4 de finale |     |   | 1/2 finale | 1/2 finale | 1/2 finale   | 1/2 finale | 1/2 finale |   |  | Finale | Finale | Finale | Finale | Finale |  |  |
|  |                     |               |                     |               |               |     |   |            |            |              |            |            |   |  |        |        |        |        |        |  |  |
|  |                     |               |                     |               |               |     |   |            |            |              |            |            |   |  |        |        |        |        |        |  |  |
|  | CD Cruz Azul        | (2)           |                     |               |               |     |   |            |            |              |            |            |   |  |        |        |        |        |        |  |  |
|  | CD Cruz Azul        | (2)           |                     |               |               |     |   |            |            |              |            |            |   |  |        |        |        |        |        |  |  |
|  | CF Monterrey        | (7)           |                     |               |               |     |   |            |            |              |            |            |   |  |        |        |        |        |        |  |  |
|  | CF Monterrey        | (7)           | CD Cruz Azul        | (2)           | 1             | 1   |   |            |            |              |            |            |   |  |        |        |        |        |        |  |  |
|  |                     |               |                     |               |               | 1   |   |            |            |              |            |            |   |  |        |        |        |        |        |  |  |
|  |                     |               | Club América        | (3)           | 3             | 3   |   |            |            |              |            |            |   |  |        |        |        |        |        |  |  |
|  | Club América        | (3)           | Club América        | (3)           | 3             | 3   |   |            |            |              |            |            |   |  |        |        |        |        |        |  |  |
|  | Club América        | (3)           |                     |               |               |     |   |            |            |              |            |            |   |  |        |        |        |        |        |  |  |
|  | Santos Laguna       | (6)           |                     |               |               |     |   |            |            |              |            |            |   |  |        |        |        |        |        |  |  |
|  | Santos Laguna       | (6)           |                     |               |               |     |   |            |            | Club América | (3)        | 1          | 6 |  |        |        |        |        |        |  |  |
|  |                     |               |                     |               |               |     |   |            |            | Club América | (3)        | 1          | 6 |  |        |        |        |        |        |  |  |
|  |                     | UAG Tecos     | (4)                 | 1             | 3             |     |   |            |            |              |            |            |   |  |        |        |        |        |        |  |  |
|  | CA Monarcas Morelia | UAG Tecos     | (4)                 | 1             | 3             | (1) |   |            |            |              |            |            |   |  |        |        |        |        |        |  |  |
|  | CA Monarcas Morelia |               |                     |               |               |     |   |            |            |              |            |            |   |  |        |        |        |        |        |  |  |
|  | Tigres UANL         | (10)          |                     |               |               |     |   |            |            |              |            |            |   |  |        |        |        |        |        |  |  |
|  | Tigres UANL         | (10)          | CA Monarcas Morelia | (1)           | 0             | 1   |   |            |            |              |            |            |   |  |        |        |        |        |        |  |  |
|  |                     |               |                     |               |               | 1   |   |            |            |              |            |            |   |  |        |        |        |        |        |  |  |
|  |                     |               | UAG Tecos           | (4)           | 1             | 1   |   |            |            |              |            |            |   |  |        |        |        |        |        |  |  |
|  | UAG Tecos           | (4)           | UAG Tecos           | (4)           | 1             | 1   | 2 | 2          |            |              |            |            |   |  |        |        |        |        |        |  |  |
|  | UAG Tecos           | (4)           |                     |               |               |     | 2 | 2          |            |              |            |            |   |  |        |        |        |        |        |  |  |
|  | Club Necaxa         | (5)           | 0                   | 1             |               |     |   |            |            |              |            |            |   |  |        |        |        |        |        |  |  |
|  | Club Necaxa         | (5)           | 0                   | 1             |               |     |   |            |            |              |            |            |   |  |        |        |        |        |        |  |  |

#### Quarts de finale
| Club                | Aller | Retour | Club          | Commentaire |
| CD Cruz Azul        | 0-0   | 3-3    | CF Monterrey  |             |
| Club América        | 2-2   | 1-1    | Santos Laguna |             |
| CA Monarcas Morelia | 2-2   | 2-2    | Tigres UANL   |             |
| UAG Tecos           | 2-0   | 2-1    | Club Necaxa   |             |

#### Demi-finales
| Club                | Aller | Retour | Club         | Commentaire |
| CD Cruz Azul        | 1-3   | 1-3    | Club América |             |
| CA Monarcas Morelia | 0-1   | 1-1    | UAG Tecos    |             |

#### Finale
| Match aller | UAG Tecos         | 1:1   | Club América          | Stade Tres de Marzo |  |
| 26 mai      | Diego Colotto 59e | (0:0) | Cuauhtemoc Blanco 87e |                     |  |

| Match retour | Club América | 6:3   | UAG Tecos                                                              | Stade Azteca |  |
| 29 mai       | Aarón Padilla 2e · Claudio López 4e · Aarón Padilla 37e · Cuauhtemoc Blanco 62e · Claudio López 67e · Claudio López 90e | (3:1) | Eduardo Lillingston 21e · Carlos María Morales 60e · Flavio Davino 85e |              |  |

## Bilan du tournoi
| Tableau d'Honneur     |              |
| Compétition           | Vainqueur    |
| Tournoi Clausura 2005 | Club América |
| Campeón de Campeones  | Club América |

| Qualifications continentales 2005-2006 | |
| Coupe des champions de la CONCACAF     | Qualifiés |
| Quart de finale                        | Club América |
| Copa Sudamericana                      | Qualifiés |
| Huitième de finale                     | Club América |
| InterLiga (en)                         | Qualifiés |
| Phase de groupe (en)                   | CA Monarcas Morelia Chivas de Guadalajara CF Monterrey CF Pachuca Club Necaxa Deportivo Veracruz Tigres UANL CD Cruz Azul |

| Promotions et relégations  |             |
| Relégué en Liga de Ascenso | CF Puebla   |
| Promu de Liga de Ascenso   | San Luis FC |

## Statistiques

### Buteurs
| Rang | Nom                  | Équipe                | Buts |
| 1    | Vicente Matías Vuoso | Santos Laguna         | 16   |
| 2    | Claudio López        | Club América          | 14   |
| 2    | Kléber Boas          | Club América          | 14   |
| 4    | Walter Gaitán        | Tigres UANL           | 13   |
| 5    | Omar Bravo           | Chivas de Guadalajara | 12   |
| 6    | Daniel Ludueña       | UAG Tecos             | 11   |
| 7    | Francisco Fonseca    | CD Cruz Azul          | 10   |
| 7    | Sebastián González   | CF Atlante            | 10   |
| 7    | Eliomar Marcón       | UAG Tecos             | 10   |
| 7    | César Delgado        | CD Cruz Azul          | 10   |
| 7    | Gustavo Biscayzacú   | Deportivo Veracruz    | 10   |